# ボー・スヴェンソン (サッカー選手)
ボー・スヴェンソン（Bo Svensson、1979年8月4日 - ）は、デンマーク・スケールピン出身の元サッカー選手、現サッカー指導者。現役時代のポジションはMF。2021年より1.FSVマインツ05の監督を務める。

## 選手経歴
FCコペンハーゲンの下部組織で育成され、1999年にトップチームデビューを果たした。2002-03シーズンからレギュラーに定着し、在籍7シーズンでリーグ戦150試合に出場した。
2006年からブンデスリーガにプレーの舞台を移した。ボルシア・メンヒェングラートバッハと1.FSVマインツ05に所属したが、シーズンを通して30試合以上に出場することはなかった。
2006年にはシンガポール代表との親善試合でデンマーク代表デビューを果たした。

## 指導者経歴
プロサッカー選手としてのキャリを終えた後、古巣であるマインツ05のユースカテゴリーで指導者として活動し始めた。2015年6月にユースチームの監督に就任すると、2017年にはU-19チームの監督へと昇格した。
2019年、2.リーガに所属するFCリーフェリングの監督に就任した。FCリーフェリングはレッドブル・ザルツブルクのリザーブチームにあたる。スヴェンソンに率いられたリーフェリングは2019-20シーズンをリーグ3位で終えると、翌シーズンは開幕から13節を終えた時点でリーグ2位に位置していた。
2021年1月4日、1.FSVマインツ05の監督就任が発表された。